# Transjordanija (regija)
Transjordanija, Vzhodni breg ali Transjordansko višavje (arabsko شرق الأردن) je del južnega Levanta vzhodno od reke Jordan, ki ga večinoma vsebuje današnja Jordanija.
Regijo, znano kot Transjordanija, so skozi zgodovino obvladovale številne sile. V zgodnjem modernem obdobju je bila vključena v pristojnost osmanskih sirskih provinc. Po veliki arabski vstaji zoper osmansko vladavino je čezmejni Emirat leta 1921 ustanovil hašemitski emir Abdullah, Emirat pa je postal britanski protektorat. Leta 1946 je Emirat dosegel neodvisnost od Britancev in leta 1952 je država spremenila ime v Hašemitsko kraljestvo Jordanija.

## Ime
Predpona trans- je latinska in pomeni 'čez' ali 'onstran', zato se 'Transjordanija' nanaša na deželo na drugi strani reke Jordan. Enakovreden izraz za zahodno stran je 'Cisjordanija' - dobesedno, na tej strani [reke] Jordan.
Tanakh (hebrejsko בְּעֵבֶר הַיַּרְדֵּן מִזְרַח הַשָּׁמֶשׁ, latinizirano: be·êv·er hay·yar·dên miz·raḥ hash·shê·mesh, dob. 'onstran Jordana proti sončnemu vzhodu' je v Septuaginti v starogrščino preveden kot πέραν τοῦ Ιορδάνου, péran toú Jordánou, 'onstran Jordana', ki je bilo nato prevedeno v latinščino kot trans Iordanen, dob. 'onstran Jordana' v Bibliji Vulgati. Nekateri avtorji utemeljujejo hebrejski עבר הירדן, latinizirano Ever HaYarden, dob. 'onstran Jordana' kot podlago za Transjordanija, ki je danes tudi v sodobni hebrejski uporabi. Ker se v arabščini uporablja izraz 'vzhod' kot 'proti sončnemu vzhodu' شرق الأردن, romanizirano Sharq al ʾUrdun, lit. 'Vzhodno od Jordana'.

## Zgodovina

### Egipčansko obdobje
Šasu so bili semitsko govoreči govedoreji nomadi v Levantu od pozne bronaste do zgodnje železne dobe. Na seznamu sovražnikov iz 15. stoletja pred našim štetjem, vpisanih na bazah stebrov templja v Solebu (Nubija), ki ga je zgradil Amenhotep III., je omenjenih šest skupin Šasu; Šasu S'rr, Šasu Rbn, Šasu Sm't, Šasu Wrbr, Šasu Yhw in Šasu Pysps. Nekateri učenjaki povezujejo Izraelce in čaščenje božanstva, imenovanega Jahve, s Šasuji.
Egiptovski geografski izraz Retenu je tradicionalno označeval območje, ki zajema Sinaj in Kanaan južno od Libanona, z območjema Amurru in Apu na severu. In tako so nekateri deli Kanaana in jugozahodne Sirije pripadli egipčanskim faraonom v zgodnji pozni bronasti dobi. Ko so se kanaanske konfederacije osredotočile na Megido in Kadeš, so prišle pod nadzor Egipčanskega kraljestva. Vendar je bil nadzor kraljestva sporadičen in premalo močan, da bi preprečil pogoste lokalne upore in medmestne spore.

### Transjordanska ljudstva
4. Mojzesova knjiga (poglavje 32) pripoveduje, kako sta plemeni Reuben in Gad prišla k Mojzesu, da bi vprašali ali se lahko naselijo v Transjordaniji. Mojzes dvomi, vendar obe plemeni obljubljata, da se bosta pridružila osvajanju dežele in Mojzes jim podeli to območje, da se naselijo. Pol pleme Manaše se ne omenja vse do verza 33. David Jobling meni, da je to zato, ker so se Manaši naselili v deželi, ki je prej pripadala Ogom, severno od Jabboka, medtem ko sta plemeni Reuben in Gad naselili Sihonovo deželo, ki je ležala južno od Jabboka. Ker ozemlje Ogov ni bilo na poti proti Kanaanu, je bilo »bolj naravno del obljubljene dežele«, zato je status Manašev manj problematičen kot status Reubencev ali Gadov.
Jošua v knjigi Jozue (1) potrjuje Mojzesovo odločitev in moške obeh in pol plemen poziva, naj pomagajo pri osvajanju, kar so pripravljeni storiti. V Jozue 22 se transjordanska plemena vračajo in ob Jordanu postavijo ogromen oltar. To povzroči, da se »celotna skupnost Izraelcev« pripravi na vojno, vendar najprej pošljejo delegacijo k transjordanskim plemenom, ki jih obtožijo, da je Bog jezen in da nakazuje, da je njihova dežela morda nečista. V odgovor na to transjordanska plemena odgovorijo da oltar ni v dar, ampak je le 'priča'. Zahodna plemena so zadovoljna in se vrnejo domov. Assis trdi, da nenavadne dimenzije oltarja nakazujejo, da »ni bil namenjen žrtveni uporabi«, ampak je »dejansko pritegnil pozornost drugih plemen« in sprožil reakcijo.
Po naseljih izraelskih plemen vzhodno od Jordana ugotavlja Burton MacDonald;
 Za 4. Mojzesovo knjigo, Devteronomija, Jozue, Sodbo in 1 kroniko plemenskih ozemelj in mest plemen Reuben, Gad in pol plemena Manaše, stojijo različne tradicije. Nekatere od teh ponujajo le idealizirano sliko posestva Izraelcev vzhodno od Jordana; druge niso nič drugega kot nejasne posplošitve. Mojzesova 21.21–35 na primer pravi le, da se je dežela, ki so jo zasedli prebivalci, razširila od Wadi Arnon do Wadi Jabbok, meje Amoritov. 

### Status
Nekaj dvoumnosti glede statusa Transjordanije je v mislih biblijskih pisateljev. Horst Seebass trdi, da se v Mojzesovi »nekdo zaveda Transjordanije kot svetega YHWH«. To zagovarja na podlagi prisotnosti tamkajšnjih pribežališč in ker je zemlja, odvzeta v sveti vojni, vedno sveta. Richard Hess na drugi strani zatrjuje, da »transjordanska plemena niso bila v obljubljeni deželi«. Moshe Weinfeld trdi, da je Jordan v knjigi Jozue prikazan kot »ovira za obljubljeno deželo«, toda v Deuteronomiji 1:7 in 11:24 je Transjordanija »sestavni del obljubljene dežele«.
Za razliko od drugih ozemlje Transjordanije ni bilo ločeno z žrebom. Jakob Milgrom predlaga, da ga je dodelil Mojzes in ne Bog.
Lori Rowlett trdi, da v knjigi Jozue (svetopisemska knjiga) transjordanska plemena delujejo kot inverzija Gibeonitov (omenjena v Jošui 9). Medtem ko imajo prvi pravilno etnično, vendar napačno geografsko lego, nekateri napačno etnično pripadnost, vendar so »znotraj meje« čiste »geografske lege«. 

### Drugi Transjordanski narodi
Po Genezi (19: 37–38) sta se Amon in Moab rodila Lotu in Lotovi mlajši in starejši hčeri po uničenju Sodome in Gomore. Biblija omenja tako Amonce kot Moabite kot 'Lotove otroke'. V celotni Bibliji so Amonci in Izraelci predstavljeni kot medsebojni antagonisti. Med eksodusom so Izraelci Amoncem prepovedali prehod po njihovih deželah (Deuteronomija 23: 4). Amonci v knjigi o sodnikih sodelujejo z Eglonom, moabitskim kraljem proti Izraelu. Napadi Amoncev na izraelske skupnosti vzhodno od Jordana so bili spodbuda za združevanje plemen pod Saulom (1. Samuel 11: 1-15).
Glede na Knjige kraljev (14: 21–31) in Knjige kronik (12,13) je bila Naama Amonka. Bila je edina žena kralja Salomona, ki so jo v ]]Hebrejska biblija|Tanaku]] omenjali po imenu, da je rodila otroka. Bila je mati Salomonovega naslednika Reboboama.
Amonci so predstavljali hude težave farizejem, ker je bilo v dneh Nehemije (Nehemija 13:23) sklenjenih veliko zakonskih zvez z ženami Amonitov (in Moabitov). Moški so se brez spreobrnitev poročili z ženskami različnih narodov, zaradi česar otroci niso bili Judje. Upravičenost Davidovega zahtevka za licenčnino je bila oporekana zaradi njegovega potomstva iz Ruth, Moabitko. Kralj David je preživel čas v Transjordaniji, potem ko je pobegnil od upora svojega sina Absaloma (2. Samuel 17-19).

### Propad v bronasti dobi
Med propadom pozne bronaste dobe so sirski Amoriti izginili, potem ko jih je izpodrinil ali prevzel nov val pol nomadskih zahodno semitsko govorečih ljudstev, ki so skupaj znani kot Ahlamu. Sčasoma so se Aramejci uveljavili kot prevladujoče pleme med Ahlamu; z uničenjem Hetitov in propadom Asirije v poznem 11. stoletju pred našim štetjem so pridobili nadzor nad večino Sirije in Transjordanije. Regije, ki so jih naselili, so postale znane kot Aram (Arameja) in Eber-Nari.

### Klasično obdobje
Dekapolis je dobil ime po desetih mestih, ki jih je popisal Plinij starejši. Kar Plinij imenuje Dekapolis, Ptolemaj pravi Cœle-Sirija. Ptolemaj ne uporablja izraza 'Transjordanija', temveč perifrazo 'čez Jordan'. [20] In našteva mesta; Cosmas, Libias, Callirhoe, Gazorus, Epicaeros - v tem okrožju - vzhodno od Jordana, da Jožef Flavij imenuje Perea. 
Džeraš je bil pomembna osrednja skupnost za okoliško regijo v obdobju neolitika in je bil naseljen tudi v bronasti dobi. Starogrški napisi iz mesta ter literarna dela Jambliha in Etymologicum Magnum kažejo, da je bilo mesto kot 'Gerasa' ustanovil Aleksander Veliki ali njegov general Perdik, da bi se naselili upokojeni makedonski vojaki (γῆρας - gēras - pomeni 'starost' v starogrščini). Bilo je mesto Dekapolisa in je eno najpomembnejših in najbolje ohranjenih starodavnih rimskih mest na Bližnjem vzhodu.
Nabatejska trgovska mreža je bila osredotočena na mrežo oaz, ki so jih nadzirali. Nabatejsko kraljestvo je v obdobju Areta III. (87 do 62 pred našim štetjem) doseglo svoj teritorialni zenit (obsegalo ozemlje moderne Jordanije, Sirije, Savdske Arabije, Egipta in Izraela.
Bosra je na geografskem območju, imenovanem planota Hauran. Tla na tej vulkanski planoti so v času neolitske kmetijske revolucije naredila plodno območje za gojenje udomačenih žit. Mesto je bilo zabeleženo v egiptovskih dokumentih iz 14. stoletja pred našim štetjem in je bilo na trgovskih poteh, kjer so karavane pripeljale začimbe iz Indije in Daljnega vzhoda čez vzhodno puščavo, druge karavane pa so z juga prinašale mirto in kadilo. Področje Hauran, imenovano "Auranitis", je postalo pod nadzorom Nabatejskega kraljestva. Mesto Bosra, imenovano Bostra, je postalo severna prestolnica kraljestva, medtem ko je bila njegova južna prestolnica Petra. Po Pompejevem vojaškem osvajanju Sirije, Judeje in Transjordanije je nadzor nad mestom kasneje prevzel Herod Veliki in njegovi dediči do leta 106 pred našim štetjem, ko je bila Bosra vključena v novo rimsko provinco Arabia Petraea.
Herodovo kraljestvo Judeja je bilo vazal Rimske republike od leta 37 pred našim štetjem in je vključevalo Samarijo in Perejo. In ko je Herod umrl leta 4 pred našim štetjem, je bilo kraljestvo razdeljeno med sinove na Herodsko tetrarhijo.
Provinca Arabia Petraea ali preprosto Arabija, je bila mejna provinca rimskega cesarstva z začetkom 2. stoletja. Sestavljale so jo nekdanje Nabatejsko kraljestvo na južnem Levantu, Sinajski polotok in severozahodni Arabski polotok.

### Obdobje kraljevine Jeruzalem (križarji)
Gospodstvo Oultrejordaina (staro francosko za 'onstran Jordana'), imenovano tudi gospostvo Montreal, sicer Transjordanija.

## Trgovske poti
Rimske ceste:
- Via Maris
- Via Traiana Nova
- Petra

Kraljeva cesta je bila trgovska pot življenjskega pomena za starodavni Bližnji vzhod. Začela se je v Egiptu in se raztezala čez Sinajski polotok do Aqabe. Od tam se je obrnila proti severu čez Transjordanijo do Damaska in reke Evfrat. V rimskem obdobju se je cesta imenovala Via Regia (Orient). Cesar Trajan jo je obnovil in jo preimenoval v Via Traiana Nova, pod tem imenom pa je služila kot vojaška in trgovska pot vzdolž utrjenega Limes Arabicus.
Pot kadila je obsegala mrežo glavnih starodavnih kopnih in morskih poti, ki so povezovale sredozemski svet z vzhodnimi in južnimi viri kadila, začimb in drugih luksuznih dobrin in se raztezale od sredozemskih pristanišč čez Levant in Egipt prek severovzhodne Afrike in Arabije do Indije in naprej. Pot kadila iz Južne Arabije v Sredozemlje je cvetela približno od 7. stoletja pred našim štetjem do 2. stoletja pred našim štetjem.